# Stefan VII
Stefan VII (känd som Stefan VIII från 1500-talet till 1960), född i Rom, död i februari 931, var påve från december 928 till sin död, i februari 931. 

## Biografi
Stefan var född i Rom, och son till en man vid namn Teudemund. Vid någon tidpunkt gjordes han till kardinalpräst med St. Anastasia som titulus. Han valdes, troligen handplockad av Marozia från Tusculum som var Roms obestridliga härskarinna, som en mellaninstans innan hennes son Johannes skulle bli gammal nog att inta Heliga stolen.
Stefans pontifikat inföll under den period i påvedömets historia när adelsätter i Roms omgivningar förvandlade Heliga stolen till underlydande deras världsliga makt, den så kallade Saeculum obscurum eller pornokratin. Mycket litet är känt om Stefans pontifikat, annat än att han gav privilegier till några religiösa inrättningar i Frankrike och Italien. Han blev måhända, liksom många andra påvar under denna period, avrättad.
Stefan är begravd i Peterskyrkan.